# Ткаченко, Семён Акимович
Семён Аки́мович Ткаче́нко (24 мая 1898 — 2 февраля 1945) — советский военачальник, генерал-майор (4.06.1940). Командир 44-й Киевской Краснознамённой горнострелковой дивизии (1940—1941).

## Юность
Родился 24 мая 1898 года в деревне Плахтеевка Тарамского района Днепропетровской области Украины в семье крестьянина. Ещё ребёнком вместе с семьей переселился в деревню Николаевка Кротовской волости Тобольской губернии. Семья была бедной, поэтому работал с малых лет, пас скотину, батрачил.

## Военная служба
В Первую мировую войну Ткаченко был мобилизован на военную службу 12 февраля 1917 года и зачислен рядовым в 36-й Сибирский запасной полк в город Омск. В июле с маршевой ротой направлен на Юго-Западный фронт, где воевал в составе 413-го пехотного Порховского полка 104-й бригады в Волынской губернии. В декабре того же года окончил двухнедельные гранатометные курсы при том же полку и в начале 1918 года отпущен в отпуск домой по болезни. По демобилизации с апреля работал батраком у кулака Винокурова в селе Скородное Кратовской волости Ишимского округа Тобольской губернии. В Гражданскую войну в июле 1919 года он был мобилизован в армию адмирала А. В. Колчака и направлен в отдельную саперную роту в город Омск. Затем с этой ротой убыл на фронт через Тюмень, Екатеринбург, ст. Чусовая и М.-Кудымкар. В августе того же года был отпущен в отпуск и в часть не вернулся.

## ВРККА
В сентябре при подходе частей 51-й стрелковой дивизии Красной армии к ст. Голышманово Омской ж. д. Ткаченко добровольно вступил в 452-й стрелковый полк и был назначен пом. командира взвода. В составе этой дивизии воевал на Восточном фронте против войск адмирала А. В. Колчака под Тюменью и Тобольском, участвовал в Петропавловской операции 1919 года. В июле 1920 года дивизия была переброшена на Юго-Западный фронт. В августе — октябре командиром взвода и роты того же полка участвовал в боях с белогвардейскими войсками генерала П. Н. Врангеля на Каховском плацдарме, в наступлении в Северной Таврии и Перекопско-Чонгарской операции, штурмовал Турецкий вал на Перекопе и Ишуньские позиции. После разгрома врангелевских войск в Крыму Ткаченко в составе полка сражался с вооруженными формированиями Н. И. Махно на юге Украины. За мужество и героизм на фронтах Гражданской войны Ткаченко был награждён 2 орденами Красного Знамени (приказы РВСР № 201 от 12.06.1921 и 783 от 1926 г.).

## Межвоенный период
По окончании Гражданской войны, в 1921 году Ткаченко окончил 39-е Одесские пехотные командные курсы, после чего занимал различные должности от командира взвода до командира батальона (с 1 апреля 1929 года) 153-го стрелкового полка 51-й Перекопской стрелковой дивизии.
В том же 1921 году в Тирасполе, где дислоцировался 152-й стрелковый полк 51-й Перекопской стрелковой дивизии, отличился в борьбе с местными бандформированиями, за что был награждён вторым орденом Боевого Красного Знамени.
В 1926 году был принят и в 1927 году окончил Киевскую высшую объединённую школу командиров РККА имени С. С. Каменева.
25 ноября 1929 года назначен командиром батальона 137-го Киевского стрелкового полка 46-й стрелковой дивизии (УВО).
С 10 апреля 1930 года слушатель подготовительного курса Военной Академии РККА им. М. В. Фрунзе, которую окончил 4 мая 1934 года. После окончания академии назначается помощником командира по строевой части 79-го стрелкового полка 27-й Омской Краснознаменной стрелковой дивизии им. Итальянского пролетариата (БВО). 16 декабря 1935 года он назначается командиром и военкомом 79-го стрелкового полка.
13 января 1937 года командир и военком 79-го стрелкового полка майор Ткаченко С. А. освобождается от занимаемой должности и зачисляется в распоряжение Управления по нач. составу РККА.
19 марта 1937 года назначается помощником командира по строевой части 53-го стрелкового полка 18-й Ярославской Краснознаменной стрелковой дивизии.
19 июня 1938 года назначается помощником командира 31-й Сталинградской стрелковой дивизии (гор. Астрахань, ЗакВО).
19 августа 1939 года назначается командиром 28-й Горской Краснознаменной горно-стрелковой дивизии им. В. М. Азина.
8 января 1940 года приказом НКО № 048 назначен командиром 44-й Киевской Краснознаменной стрелковой дивизии им. Н. А. Щорса. В составе дивизии участвовал в советско-финской войне.

## Великая Отечественная война
С 22 июня 1941 года 44-я горнострелковая дивизия под командованием генерал-майора Ткаченко А. С. участвует в боях в составе 13 ск 12-й армии Юго-Западного фронта, а затем Южного фронта. За успехи дивизии в боях под г. Липовец генерал-майор Ткаченко А. С. представлен к награждению орденом Ленина.

## Плен
7 августа 1941 года в ходе боя при прорыве из окружения в районе с. Подвысокое Кировоградской области был ранен в голову и правую руку, но продолжал командовать дивизией. После того, как поступил приказ выходить из окружения группами и в одиночку, выходил из кольца в составе группы офицеров управления дивизии. Захвачен в плен в районе Голованевска. Находясь в лагере военнопленных г. Гайсин скрыл, что является генералом и командиром дивизии. Как украинец был «отпущен домой».
Пробираясь к линии фронта в с. Усино (Узин), что за Белой Церковью, 30 августа 1941 года был задержан местными полицейскими и передан в полевую фельджандармерию № 198 6-й полевой армии вермахта.
Содержался в Житомирском лагере военнопленных, Владимир-Волынском лагере. 22 октября 1941 года доставлен в лагерь Офлаг-XIIID (Хаммельбург) из офицерского лагеря Офлаг XI-A (Остероде). В лагере Офлаг-XIIID (Хаммельбург) являлся активным участником группы сопротивления, был членом комитета подпольной организации. За участие в подпольной организации и подготовку побега летом — в начале осени 1942 года арестован и посажен в Нюрнбергскую тюрьму гестапо совместно с другими руководителями лагерного подполья.
Зимой 1942 года переведен в штрафной концлагерь Флессенбург. Летом 1943 года был направлен в составе рабочей команды на работы, откуда пытался совершить побег.
Зимой 1945 года переведён в концентрационный лагерь Заксенхаузен, где также участвовал в работе подпольной организации (отвечал за подготовку боевых групп). Когда гестапо стало известно о готовящемся восстании, в ночь с 2 на 3 февраля более 200 подпольщиков-военнопленных были отобраны для уничтожения. По дороге в крематорий советские военнопленные по команде генерала Ткаченко С. А. набросились на конвой и в неравной схватке все погибли.

## Воинские звания
- майор (17.02.1936);
- полковник (16.08.1938);
- комбриг (29.04.1940);
- генерал-майор (4.06.1940).

## Награды
- два ордена Красного Знамени (12.06.1921, 13.11.1926)[3]
- медаль «XX лет Рабоче-Крестьянской Красной Армии» (22.02.1938)